# その時歴史が動いた
『その時歴史が動いた』（そのときれきしがうごいた）は、NHKで放送されていた日本の歴史情報番組、ドキュメンタリー番組。NHK大阪放送局制作、NHKプラネット近畿総支社協力。

## 番組内容
歴史のターニングポイントとなったできごとの日付を「その時」と定義し、そこに至るまでの状況や人間模様を映像で解説する。
「その時」の表記は年が和暦と太陽暦の併記、月日は暦制が変更された1873年（明治6年）1月1日を基準としてそれ以前は太陰太陽暦（旧暦）による、それ以後はグレゴリオ暦による日付での記載となっていた。
「その時」までの再現映像では、過去の大河ドラマの一場面を使っているケースがあった（出演者の顔はわからないようにしてある）。一方、番組の再現映像が教育テレビの学校放送で使用されたりもした。さらに毎回ではないものの、歴史上名高い建築物や戦場・場面（安土城、ミッドウェー海戦など）を質の高いCGで再現した。
毎回、番組の佳境の時に司会の松平定知アナウンサーが発する「そして皆さん、いよいよ今日のその時がやってまいります……」のフレーズが1つの特徴である。そして最後は「今夜もご覧頂きありがとうございました」の決めセリフで締め、エンディングとなる。エンディングでは「その時」のその後の影響、人間模様などをテーマ曲にのせて感動的に取り上げる。
なお、番組初期においては冒頭で「人間のドラマ、それが歴史だという人がいます。その様々な人間ドラマの決定的瞬間、決断の時、決行の時、人は何を考え、どう動いたのか、この番組はその瞬間瞬間を取り上げ、その時が後の日本の歴史とどう関わっていくのかをお伝えする番組ですけれども……」という挨拶があったが、晩期の放送ではそれがほとんど省略されている。
KTC中央出版より番組が活字化された書籍（全34巻＋別巻4冊）が出版されている（発売元もKTC中央出版）。またホーム社より漫画化された書籍のみ順次出版されている（発売元は集英社）。
NHKが2006年に公開した「ジャンル別番組制作費」によると、同番組の制作費は1回につき1,650万円掛かる。
この作品のDVD版もある。

## 沿革
2000年3月29日、約1年放映した『ニッポンときめき歴史館』の後番組として開始する。
当初は日本史のみを採り上げるが、2年目以降は世界史・近現代史、文化・芸術、スポーツにも範囲を広げる。第1回放送のテーマは日露戦争で、2006年の放送時間変更後は女性史なども内容とする。年度末・3月にはその1年間に放送されたテーマをまとめた総集編的な内容の番組が放送されたことがある。
また、不定期で『歴史の選択』という双方向対応の番組も行われる。松平に加え上田早苗アナウンサーも進行役を務め、ある歴史の出来事に別の定義（選択肢）を設けたらどうなるか松平と上田がそれぞれの立場から意見を述べ合い、それについて視聴者らはそれを見ながら歴史上の人物の行動などについて視聴者がどのように考えるかを地上デジタル放送の双方向機能などを生かしてアンケートを採りながら番組を行うという企画である。この回は双方向アンケートを取る関係上、スタジオ進行部分は生放送となる。
2009年3月18日に終了、放送回数は355回、期間は約9年間であった。後番組は『歴史秘話ヒストリア』。

## 放送時間

### 2008年度最終
- 本放送/NHK総合 水曜 22:00 - 22:45（2006年度から）
- 再放送/NHK総合 翌週火曜 3:30 - 4:13（関西は翌週土曜 10:05 - 10:48）、同日 16:05 - 16:48
- 難視聴対策放送/BS 2 翌週月曜 17:15 - 17:48

### 以前
- 本放送/NHK総合 水曜 21:15 - 21:58（開始〜2005年度）
- 再放送/NHK総合 翌週金曜 1:10 - 1:53（関西地方は先行で0:00 - 0:43、2006年度まで）
- アンコール放送/NHK総合 16:05 - 16:48
  - 2005年10月14日から 毎週金曜
  - 2006年度 毎週火曜
  - 2007年度 毎週月曜

## 出演者

### 司会
- 松平定知

番組のナレーターも兼任。放送開始当時はNHKアナウンサーで、2007年12月に退職。番組開始以来、毎週火曜と水曜は収録のため大阪に滞在。

### ゲスト
ほぼ毎回変わる。主な人物のみ記す。
- 小和田哲男（歴史学者・静岡大学名誉教授）
- 加来耕三（歴史家・作家）
- 黒鉄ヒロシ（漫画家）
- 佐々木克（歴史学者）
- 堺屋太一（作家）
- 玉木正之（エッセイスト、スポーツライター）
- 内橋克人（経済評論家）
- 半藤一利（元文藝春秋編集長。作家。第1回他よく出演）
- 藤田達生（三重大学教授）
- 脇田修（大阪歴史博物館館長）
- 保阪正康（作家）

## テーマ音楽
- 作曲：谷川賢作
- 同番組のテーマ音楽・挿入曲を収録した『その時歴史が動いた・オリジナルサウンドトラック』がポリスターより2004年11月21日に発売された。

## パロディ

### NHKでのパロディ
- チコちゃんに叱られる! - 以下のテーマ解説VTRにて「その時歴史がチコった」ともじり、松平の司会進行で紹介された。
  - 2020年10月23日放送「なんで給食に揚げパンが出るようになった?」